# 鈴木雄貴
鈴木 雄貴（すずき ゆうき、1984年12月9日 - ）は、日本の男性ファッションモデル、俳優。LD&K Agency所属。

## 人物・来歴
- 愛知県名古屋市出身。身長178cm、体重59kg。血液型B型。
- 2007年ノンノ・ボーイフレンド大賞受賞。同賞は15年ぶりに行われ、過去に阿部寛、細川茂樹が受賞している[1]。
- 特技は大食い、DTM、どこでも寝られること。趣味は旅、新しい体験をすること、読書、ギター、作曲、映画・音楽鑑賞。世界遺産、古代文明、歴史、ミステリー好き。ギター、キーボードの演奏ができる。
- 好きなアーティスト、音楽はNew Found Glory、Bowling For Soup、他パンク・ロック系。
- 好きな映画は『BOY A』、『ワンダフルライフ』『恋人までの距離』、『エターナル・サンシャイン』。
- 好きな作家とその書籍は伊坂幸太郎の『ラッシュライフ』、天童荒太の『悼む人』。

## 出演

### テレビドラマ
- 松本清張生誕100年スペシャル・夜光の階段（2009年4月23日 - 6月18日、テレビ朝日） - 西岡鋭二 役
- 猿ロック（2009年7月23日 - 10月15日、読売テレビ・日本テレビ） - 三島の部下・酒井 役

### ウェブ、携帯動画配信ドラマ
- イケない課外授業（2009年4月1日 - 5月13日、魔法のiらんどTV）
- 『猿ロック』スピンオフドラマ「隠し金庫と三小悪人」（2009年9月1日） - 三島の部下・酒井 役

### 映画
- ハンサム★スーツ（2008年11月1日公開、アスミック・エース） - 写真の中のハンサムたち（写真での出演）
- 本格科学冒険映画 20世紀少年 最終章 ぼくらの旗（2009年8月29日公開、東宝）
- カイジ 人生逆転ゲーム（2009年10月10日公開、東宝）
- 28 1/2　妄想の巨人（2010年7月31日公開、ユーロスペース） - 本人 役
- 大奥〈男女逆転〉（2010年10月1日公開）
- Abed〜二十歳の恋 エピソード2「陽子」（公開延期、ピース・インターナショナル）- 充 役
- 肩の上の蝶（2011日本・中国映画週間で上映/ジェイコブ・チャン監督作品）
- 君へ。（2011年9月24日公開） - 沢井良 役
- くそガキの告白（2012年6月30日公開）
- シラン（2012年）
- 男爵花嫁（2013年） -主演

### 舞台
- 鉄人28号（2009年1月10日 - 25日、2月5日 - 8日） - 野犬捕獲隊員 役

### CM
- 味の素 CookDo（2008年）
- NTTドコモ 国際サービス篇（2008年）
- 日本通運「日通のお引っ越し」（2010年）
  - 出演依頼篇
  - 見積篇
  - 品質・技術篇
- ニベア花王「8×4」（2010年）
  - パウダースプレー
  - ロールオン
- メニコン「メルスプラン」お金の心配篇（2010年）
- 東京急行電鉄「東急電鉄」池上線編（2010年）
- KIRIN「KIRIN FREE」（2010年）
- TOYOTA「TOYOTA vitz」WEB-CM（2010年 - 2011年）
- メニコン「メルスプラン」ケンイチトーク篇（2011年）
- ベストブライダル（2011年）
- mixi「mixi XmasアプリCM」（2011年）
- PanasonicPanasonic smart Solutions篇（2012年）
- AMERICAN EXPRESSスチール＋WEB広告（2012年）
- ファーウェイ・ジャパン「 Pocket WiFi LTE（GL01P）」（2012年）
- 大正製薬株式会社「リポビタンファイン」きい、凹む篇（2012年）
- 武蔵野銀行（2012年）
- 日本マクドナルド株式会社「冬のグラコロ」（2012年）
- Hotto Motto「『平日、昼割。』のり弁当270円！」男性篇（2012〜2013年）
- Hotto Motto「『平日、昼割。』×豚汁100円！」男性篇（2012〜2013年）
- ハウス食品「おとなのとんがりコーン クリスピー＆ハード」（2014年）

### 雑誌
- non-no（集英社） - 専属モデル（2007年10月1日 - 2008年9月30日）
- smart（2007年9月22日・2008年1月24日発売、宝島社）
- TOKYO graffiti（2008年8月25日発売、株式会社グラフィティマガジンズ） - 表紙
- an・an No.1690（2009年12月25日発売、マガジンハウス）
- GLITTER 2010年2月号（2010年1月7日発売、トランスメディア）
- 美しいキモノ 2010年夏号（2010年5月20日発売、アシェット婦人画報社）

### PV
- Terry & Francisco 「線香花火」（2007年8月8日発売、avex） - ジャケット&PV出演
- AZU 「コイイロ」（2008年1月23日発売、BMG JAPAN）
- 九州男「想色コーディネート」（2011年6月29日発売、ミニアルバム『97%』収録曲、ワーナーミュージック・ジャパン）
- リュ・シウォン 「僕らが出会ったその場所に…」（2012年3月21日発売、avex）
- nicoten 「アルドレア」（2012年7月4日発売、SMALLER RECORDINGS）
- 高橋みなみ 「破れた羽根」（2013年4月3日発売、NAYUTAWAVE RECORDS）
- ガガガSP 「友よ」（2013年5月22日発売、avex）

### その他
- 極東ラヴァーズオーケストラ
  - アルバム『デアイトワカレ 〜GRADUATION〜』（2007年3月7日発売、LD&K Records） - ジャケット
  - アルバム『サクラノウタ 〜Blooming〜』（2007年3月7日発売、LD&K Records） - ジャケット
- 新星堂 COVER LOVERキャンペン
  - 夏モデル（2007年夏、2008年夏）
  - 秋モデル（2007年秋）
- モバイル＆PC連動WEBサイト「GLAM20（グラムハート）」"G-boy Style"インタビュー（2009年11月2日） - インタビュー掲載[2]